# アンドレ・ビラス・ボアス (サッカー選手)
アンドレ・ヴィラス・ボアス（André Vilas Boas、1983年6月4日 - ）は、ポルトガル・ヴィラ・ド・コンデ出身の元サッカー選手。

## 人物
チェルシーFCやトッテナム・ホットスパーFCなどで監督を務めたアンドレ・ビラス・ボアス(André Villas-Boas)とは血縁関係は無い。名前のスペルも(André Vilas Boas)とLがひとつ少ない。

## 獲得タイトル
FCポルト
- プリメイラ・リーガ:1回 (2003-04)